# Peñón Blanco (Messico)
Peñón Blanco è un comune del Messico, situato nello stato di Durango.